# Historia kolei w Ameryce Łacińskiej

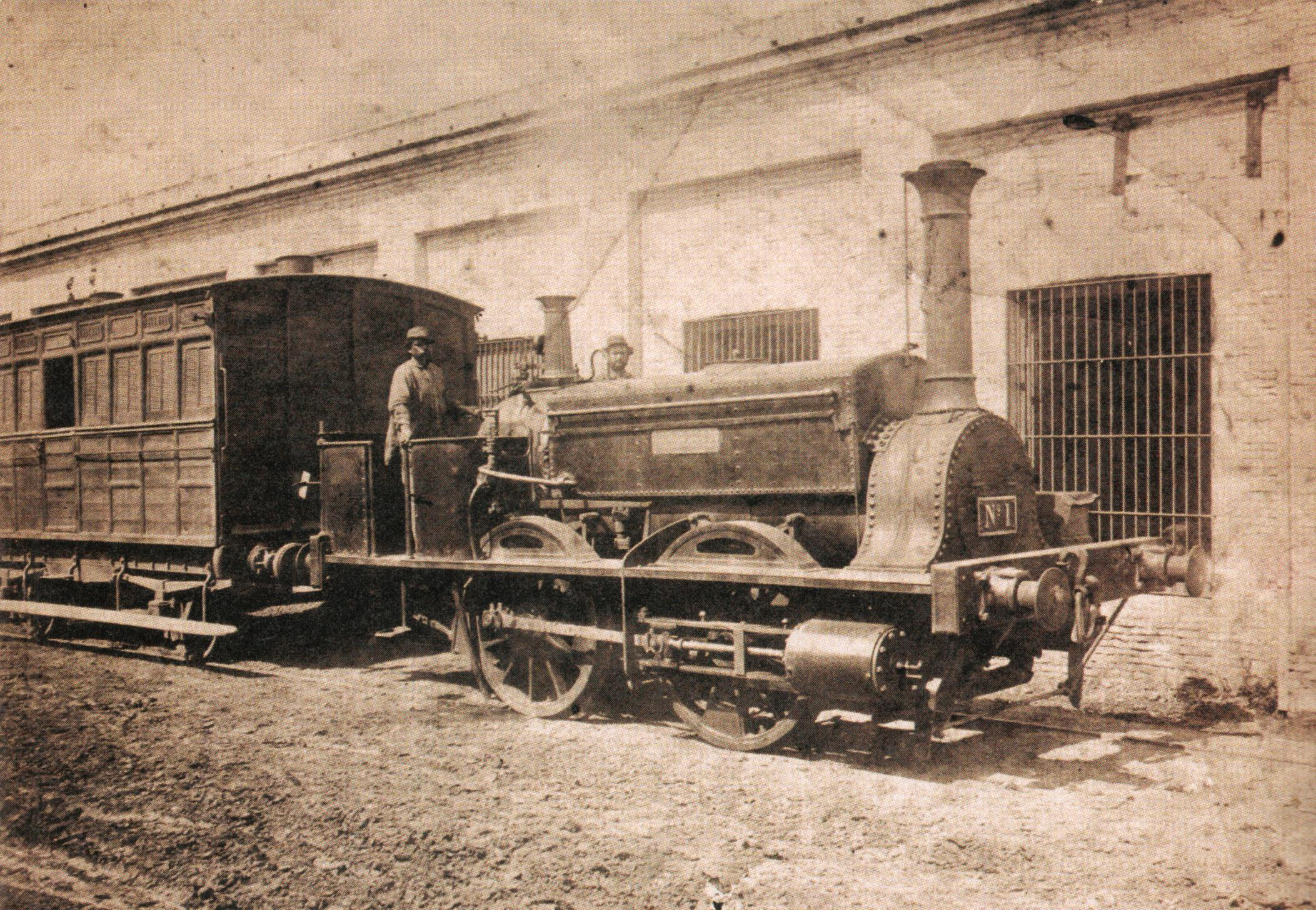
Parowóz „La Porteña” – otwierał pierwszą linię w Buenos Aires

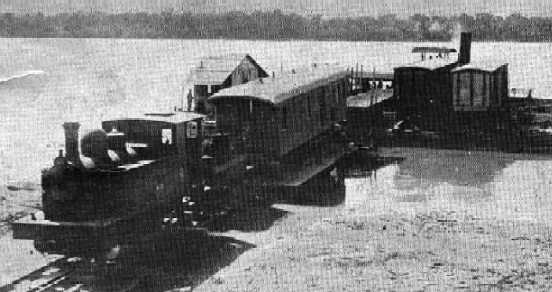
Prom na rzece Paraná koło Três Lagoas (stan Mato Grosso do Sul), kolej EF Noroeste do Brasil, przed 1926 r.

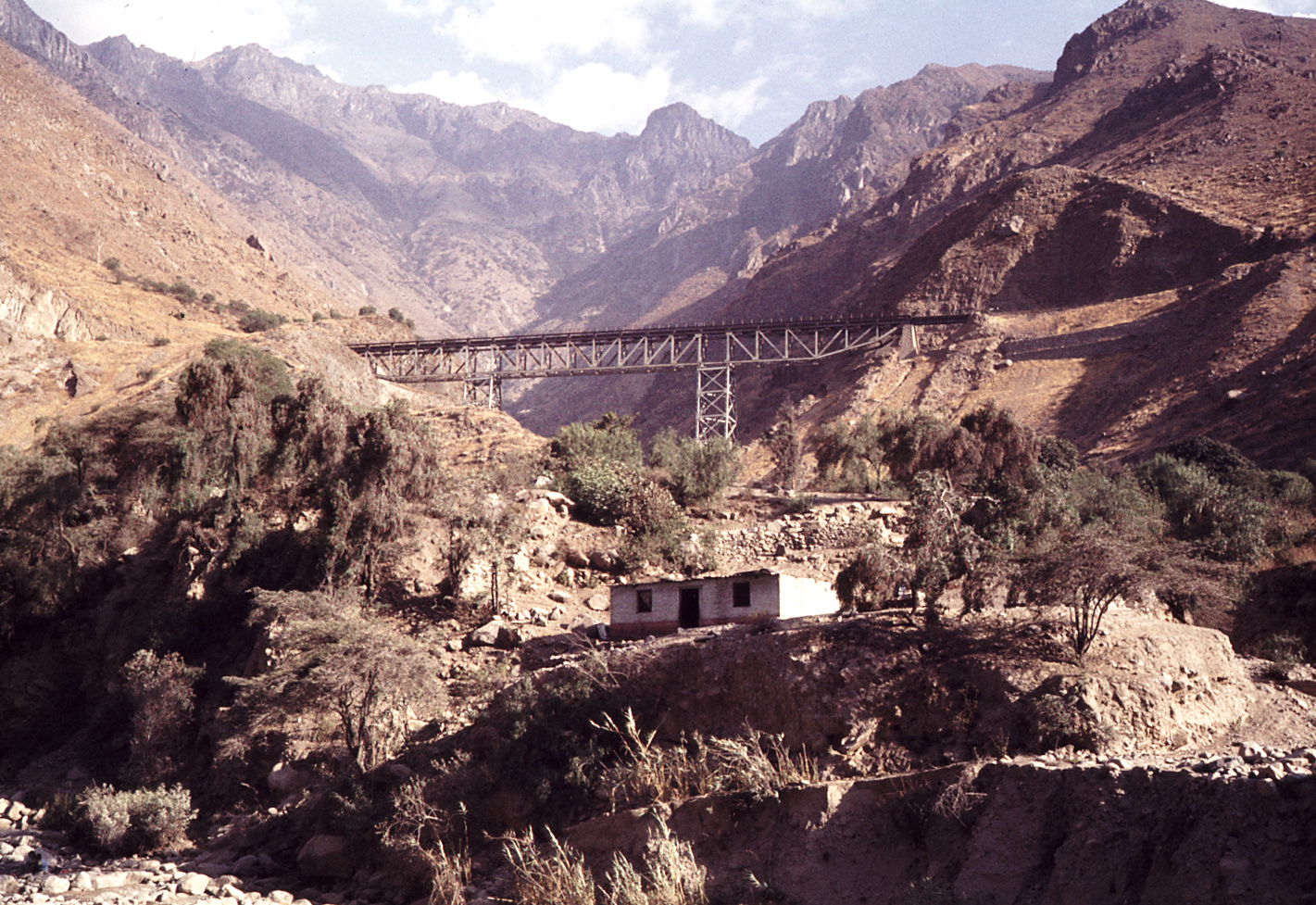
Peru, wiadukt FC Central Andino koło Matucana

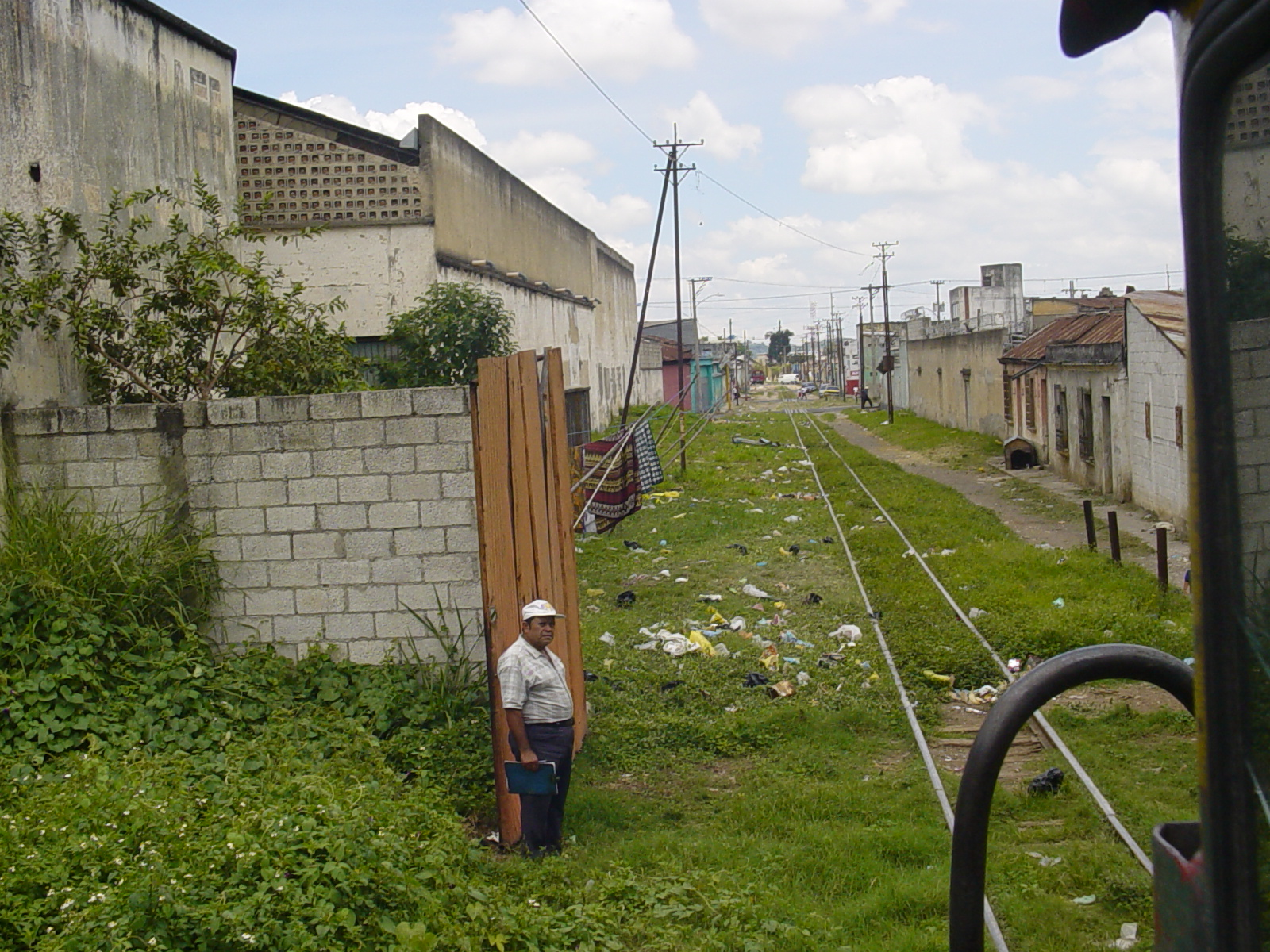
Gwatemala, brama na wyjeździe z dworca

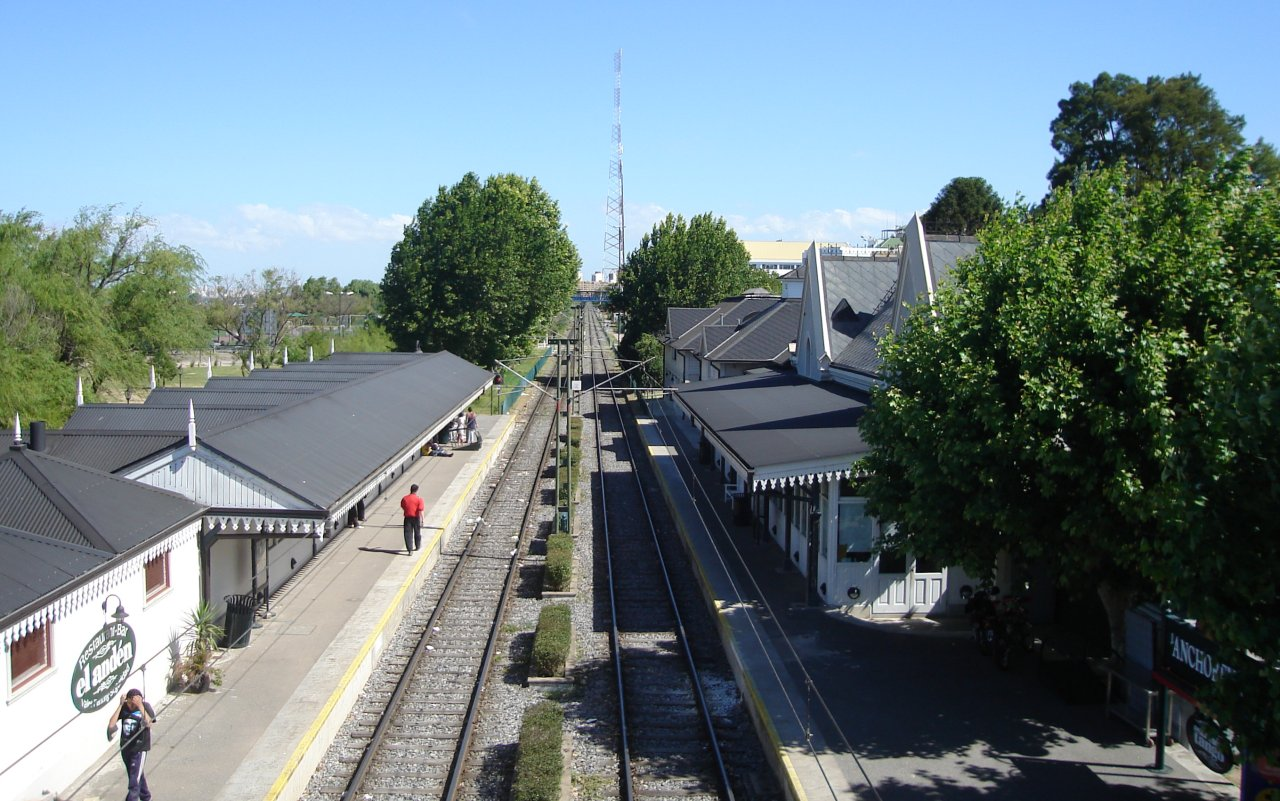
Przystanek Anchorena w regionie Buenos Aires, linia podmiejska Tren de la Costa na dawnej linii FC Central Argentino (potem FC Gral. Mitre). Charakterystyczna architektura zdradza genezę kolei: większość sieci argentyńskiej powstała jako inwestycja brytyjska

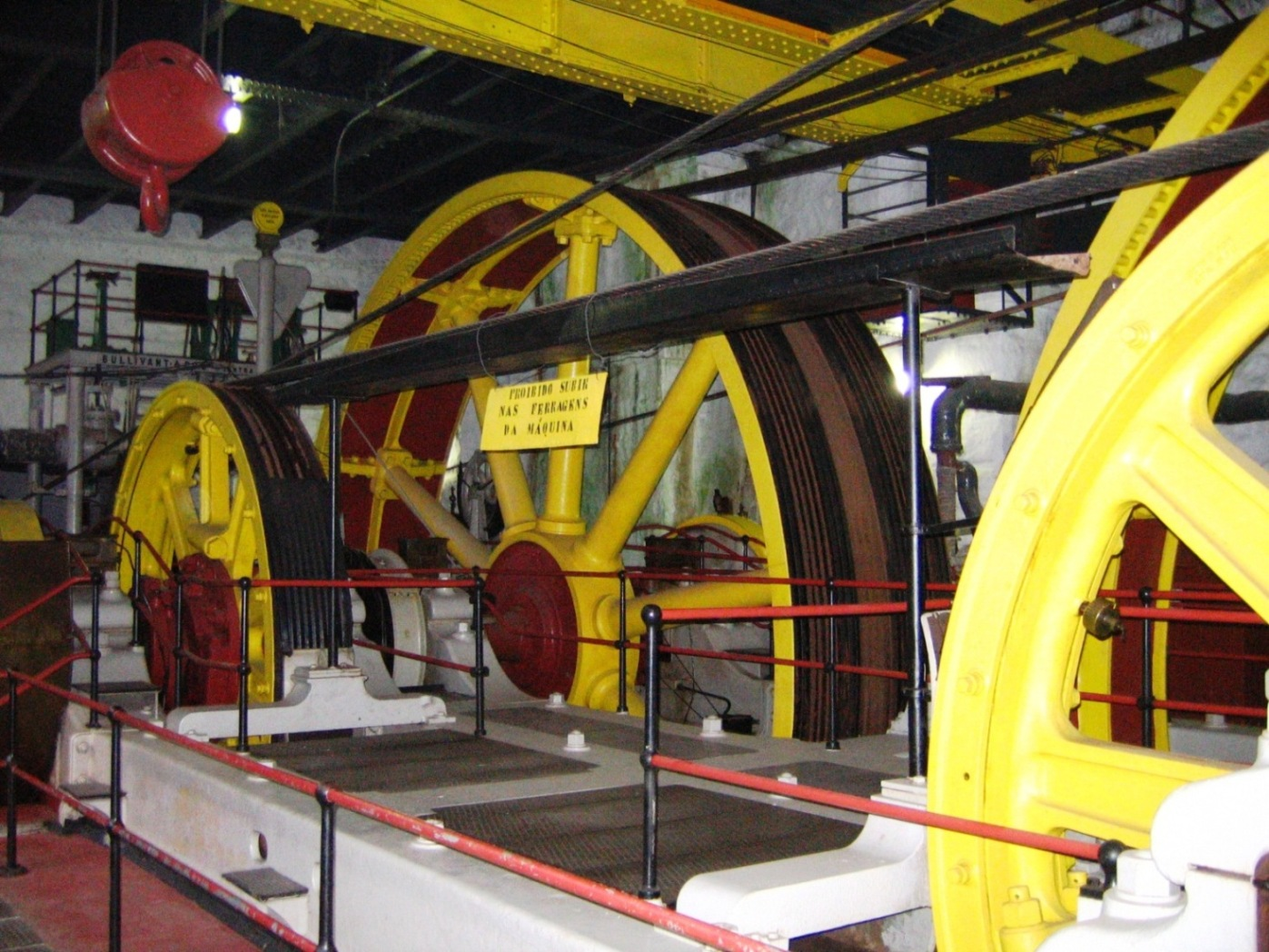
Paranapiacaba na nowej linii kolei EF Santos-Jundiaí – jedna z maszyn wyciągowych z 1901 r.

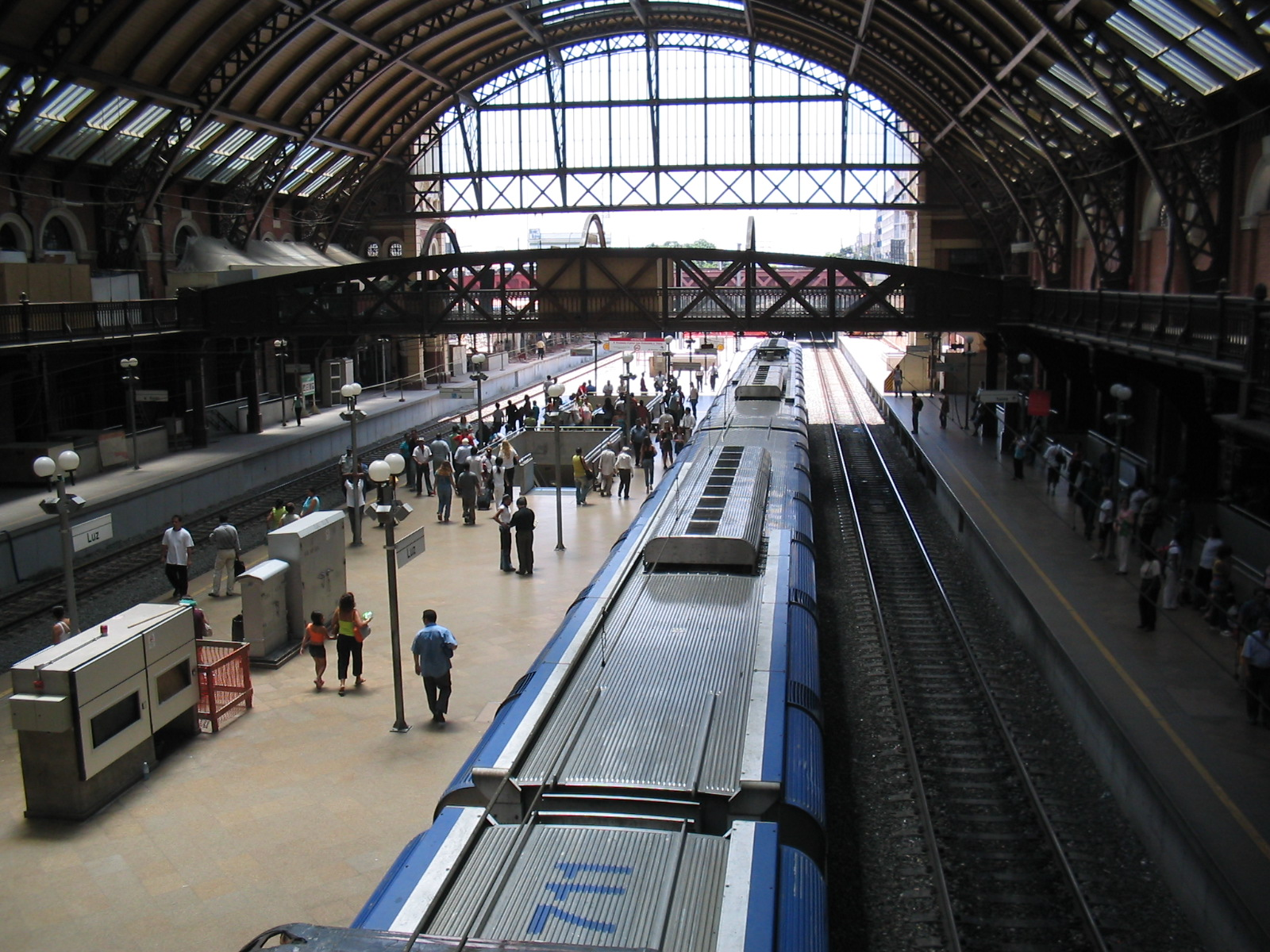
São Paulo, dworzec Luz z 1901 r. – obecnie węzeł kolei aglomeracyjnej CPTM

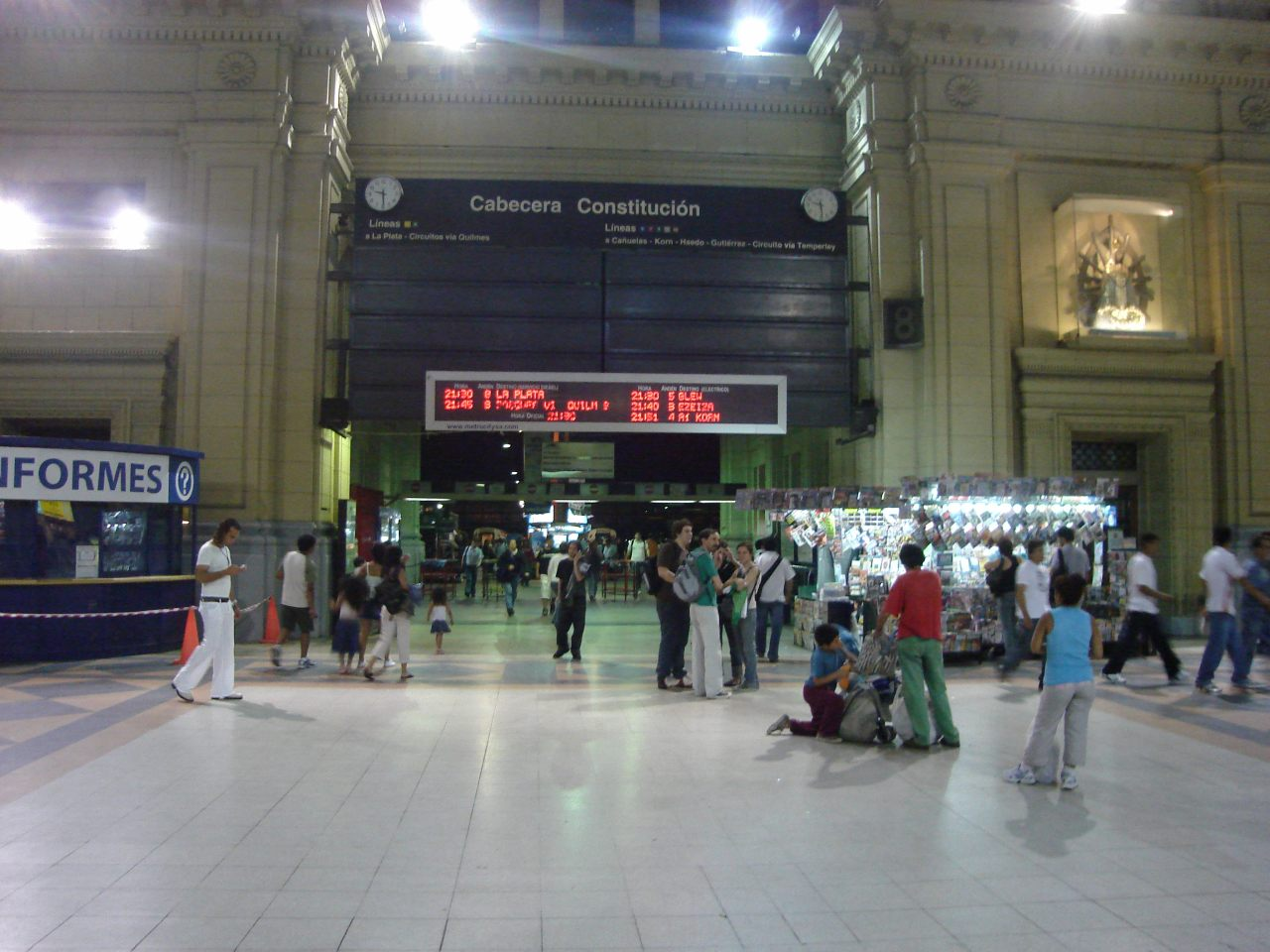
Buenos Aires, dworzec Constitución – po rozbudowie z 1910 i 1920 r. największy dworzec kontynentu

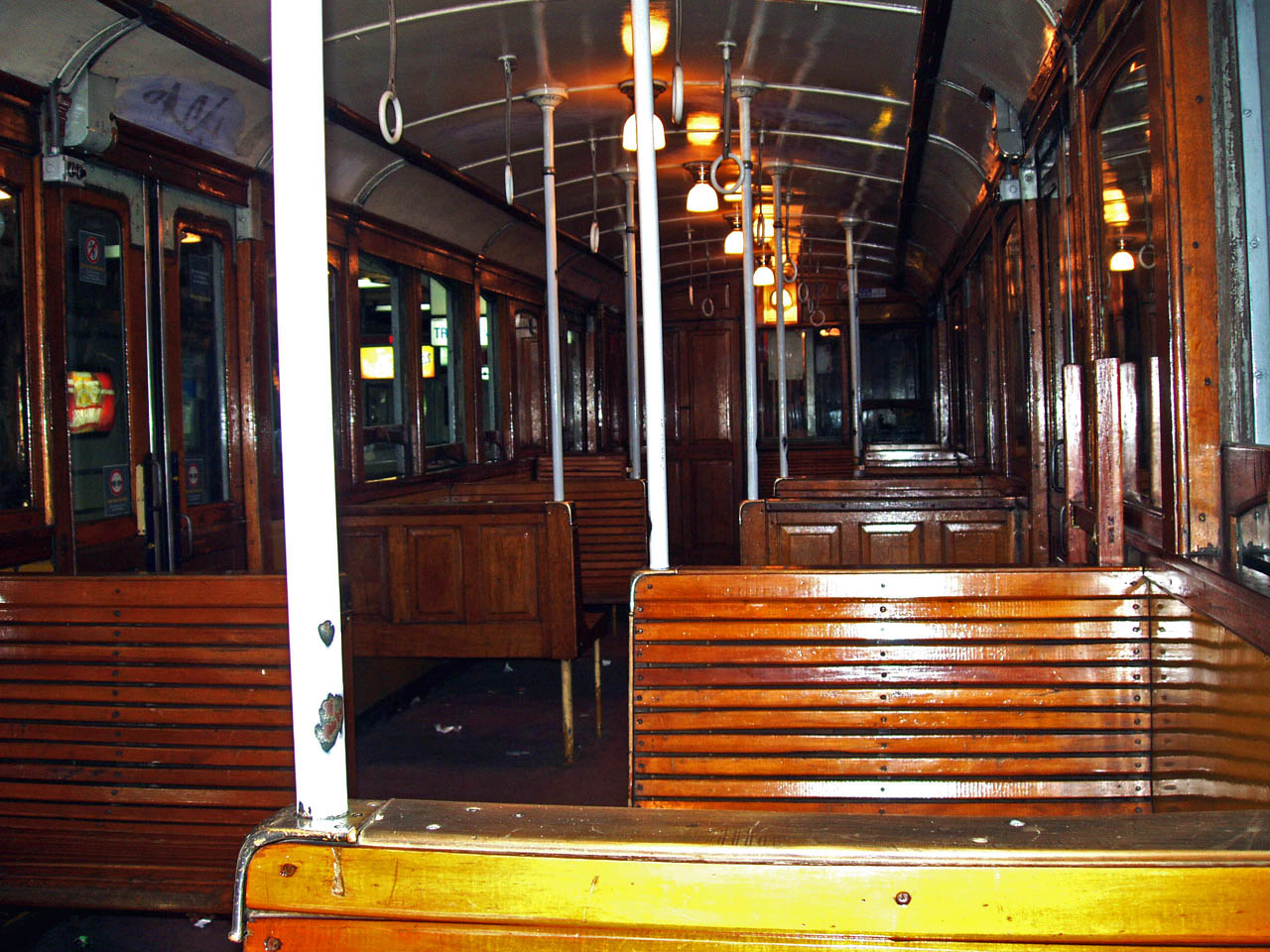
Buenos Aires – wagon metra linii A

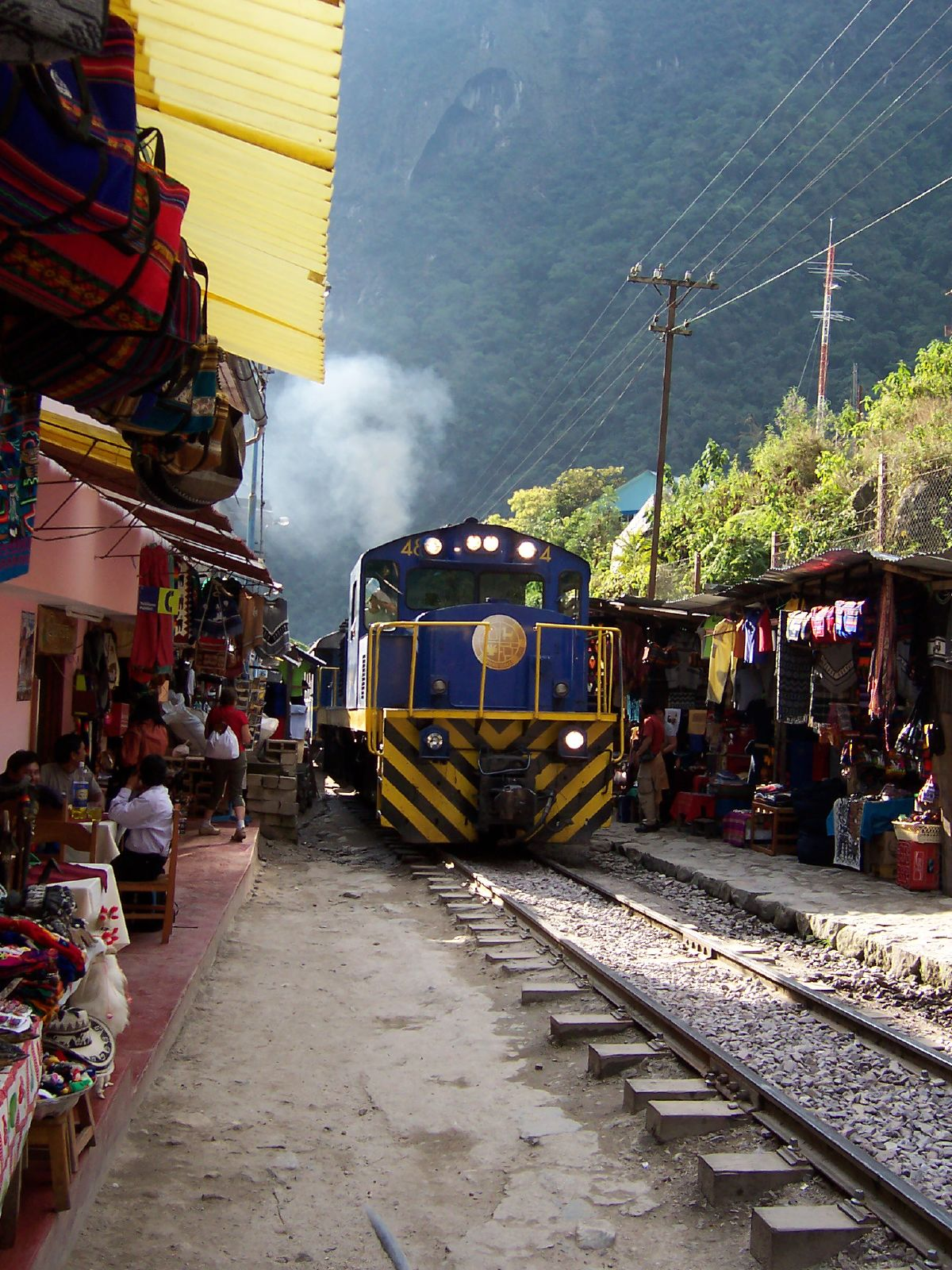
Korytarz linii kolejowej w Boliwii (FCAB)

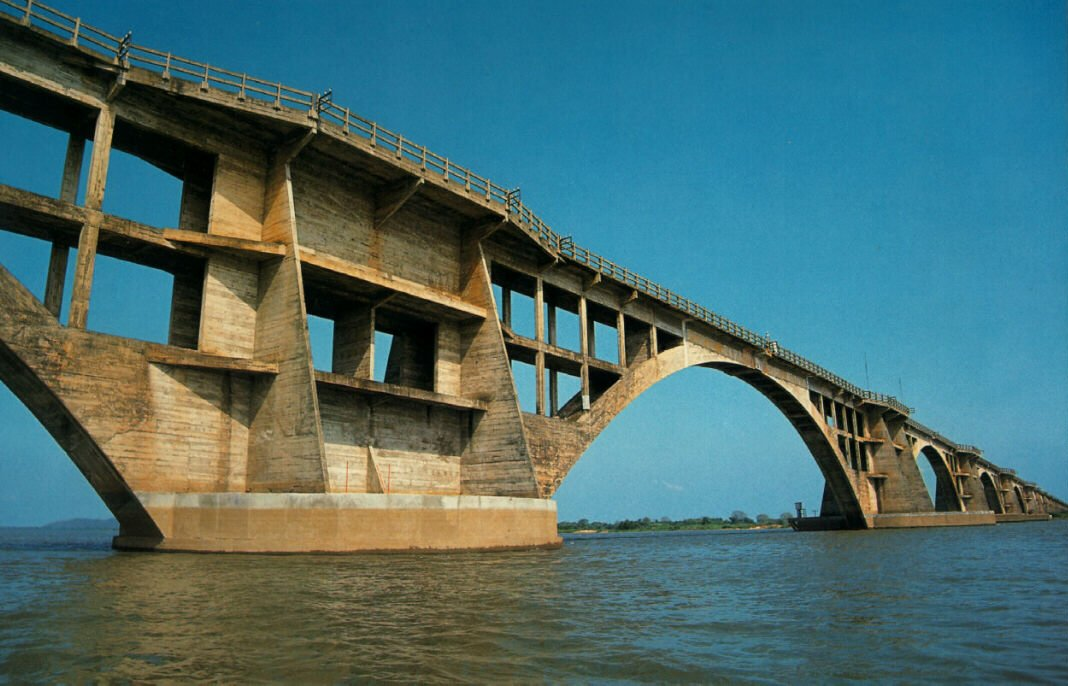
Most „Ponte Barão do Rio Branco” przez rzekę Paragwaj z 1952 r. (EF Noroeste do Brasil) – jedna z ostatnich inwestycji przed upadkiem kolei jako transkontynentalnego środka transportu

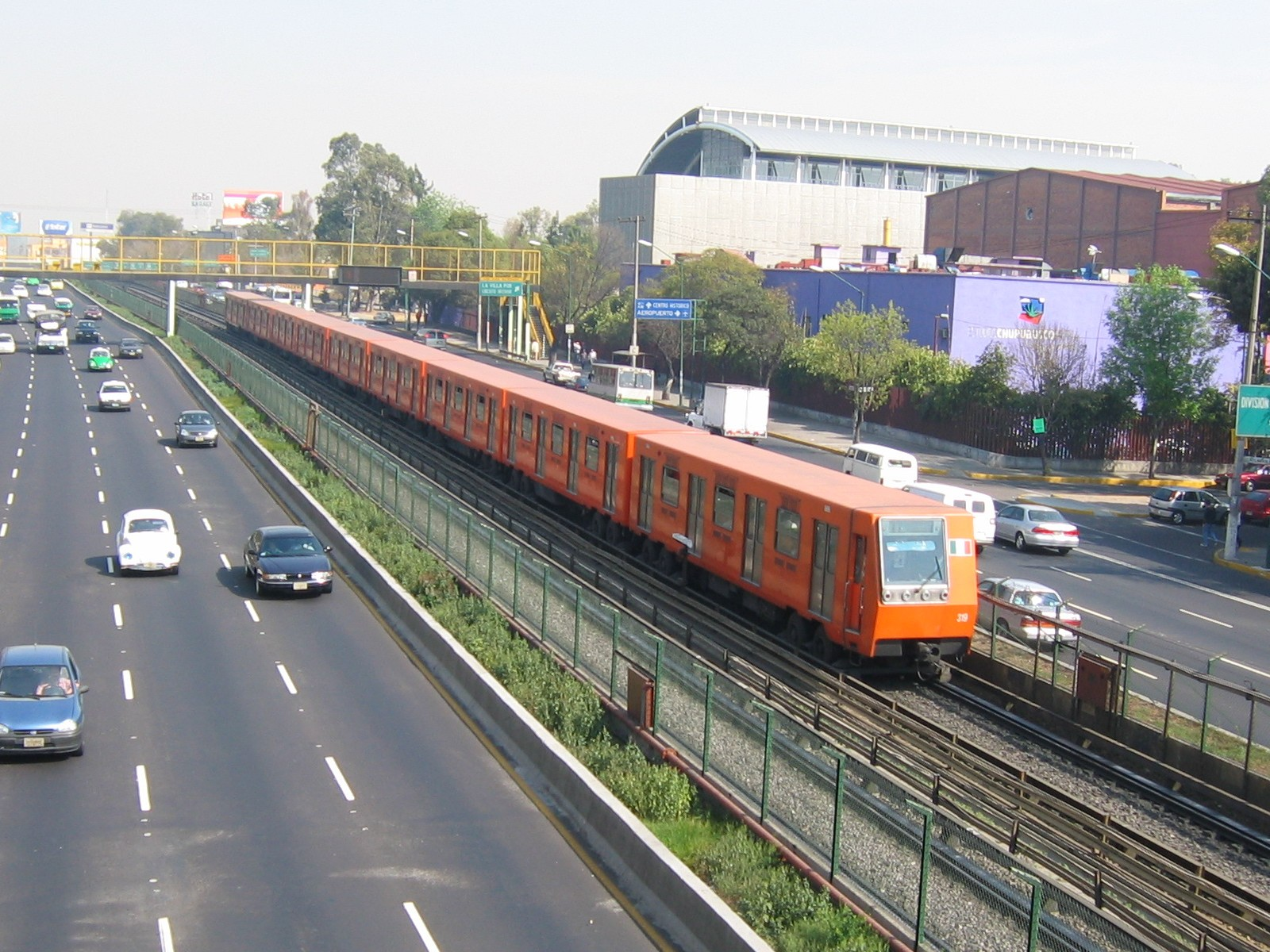
Meksyk, naziemne odcinki metra są często prowadzone w pasach rozdzielających arterii kołowych

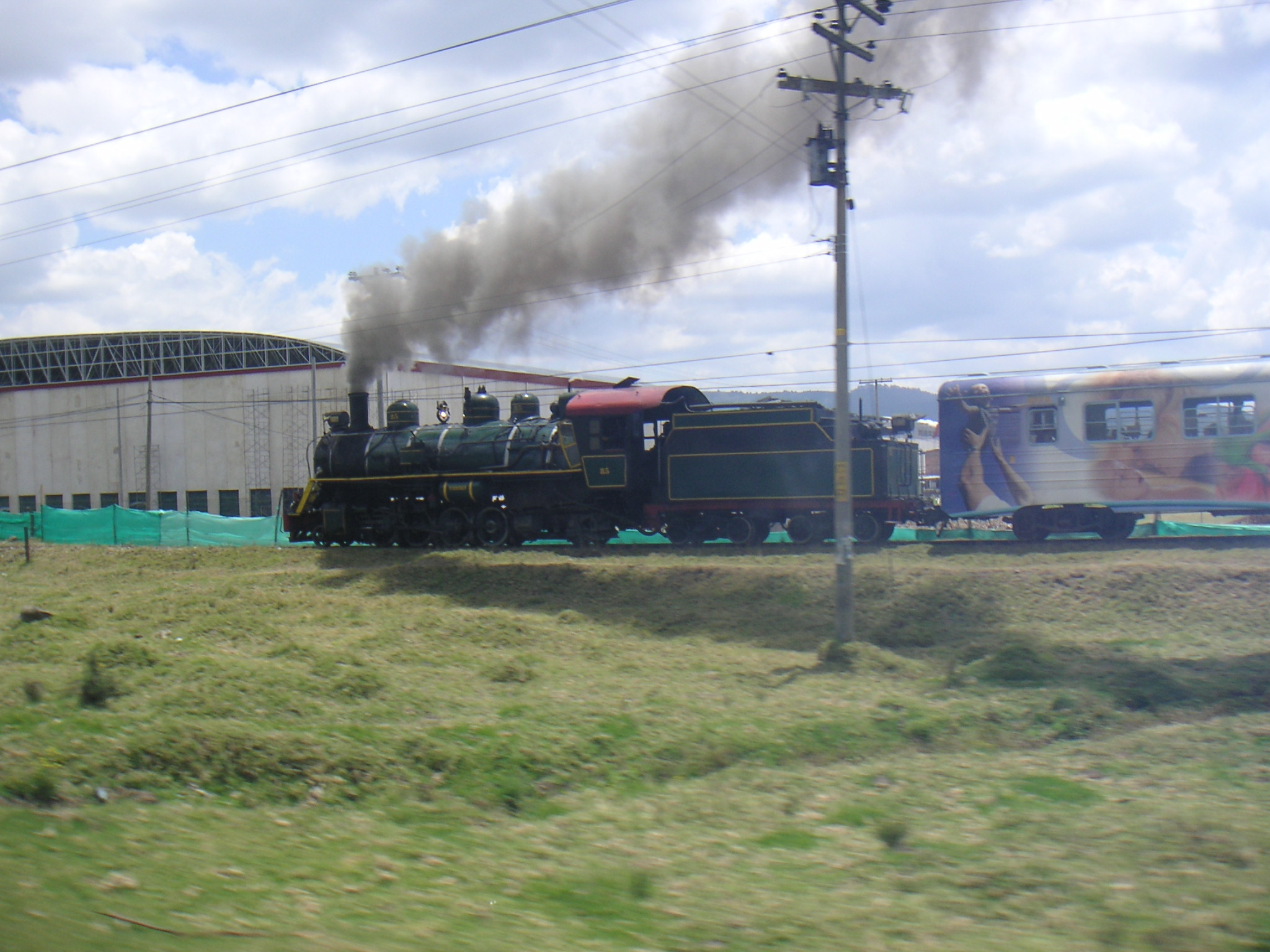
Kolumbia. Pociąg turystyczny Bogota – Zipaquirá – jedyny pasażerski w kraju

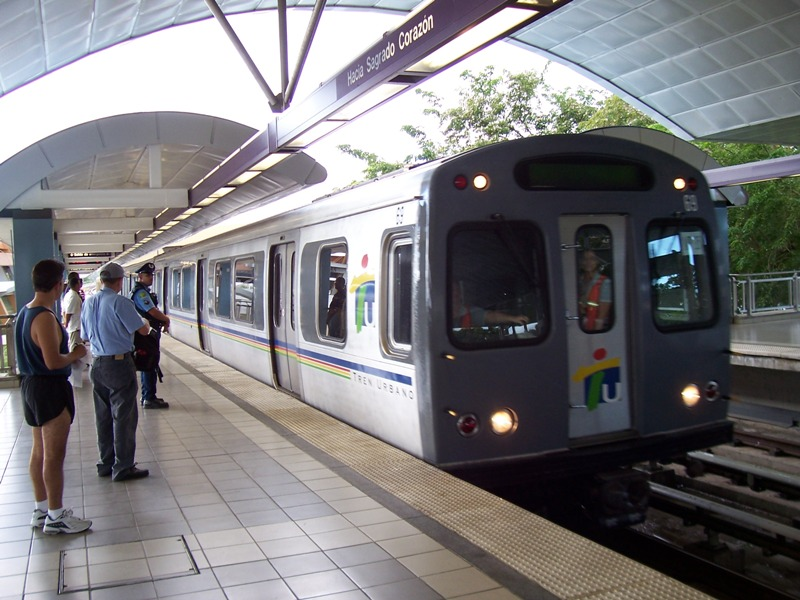
Bayamon koło San Juan (Portoryko) – pociąg metra (Tren Urbano)

Historia kolei w Ameryce Łacińskiej

## Początki
- 1837 – pierwszą kolej parową w Ameryce Łacińskiej zbudowano na Kubie: otwarcie linii Hawana (Villanueva) – Bejucal (- Güimes);
- 3 XI 1848 – pierwsza kolej w Ameryce Płd.: otwarcie linii Georgetown – Plaisance w Gujanie Brytyjskiej, później przedłużana do Belfield (1864) i Rosignol (1900); Demerara-Berbice Rly.; kolej zamknięta w l. 70. XX w.;
- 16 IX 1850 – pierwsza kolej w Meksyku: 11-kilometrowa linia Veracruz – Molino;
- 1851 – pierwsza kolej w Peru: otwarcie kolei Lima – Callao (12 km);
- 25 XII 1851 – pierwsza kolej w Chile (pustynia Atacama): otwarcie linii Copiapó – Caldera, FC de Copiapó (81 km); pierwotnie normalnotorowa, przekuta na 1000 mm w 1910; parowóz firmy Morris Bros. z Filadelfii;
- 30 IV 1854 – pierwsza kolej w Brazylii: (Rio de Janeiro) między Barao de Maua a podnóżem Petrópolis Serra; późn. kolej Leopoldina; tor 1000 mm;
- 1856 – otwarcie kolei Tacna – Arica (Peru, od 1880 Arica znajduje się w Chile); tor normalny; kolej zbudowana przez kapitał brytyjski jest obecnie własnością peruwiańską;
- 30 VIII 1857 – pierwsza kolej w Argentynie: linia (Buenos Aires) Parque – Floresta; tor 1676 mm (inż. Allan Campbell); lokomotywa brytyjska (Wilson & Co. z Leeds);
- 1867 – otwarcie linii Jundiaí – Santos pod São Paulo; kolej São Paulo Railway (tor „irlandzki” 1600 mm; technologia brytyjska); linia obejmowała odcinek z czterema pochylniami obsługiwanych według technologii funikularu. Linia była ona pierwszą, która pokonała różnicę wysokości między wybrzeżem a płaskowyżem brazylijskiego interioru. Pozostałe linie to Rio de Janeiro – Petrópolis, używająca technologii zębatej (1883-86), oraz linia pod Friburgo, rozwiązana jako kolej adhezyjna (1860-73, obie linie należały później do kolei EF Leopoldina);
- 1869 – pierwsza kolej w Urugwaju: linia Bella Vista – Las Piedras; lokomotywa brytyjska „General Flores”;
- 1907-12 – budowa kolei EF Madeira-Mamoré między Porto Velho i Guajará-Mirim w dżungli amazońskiej (stan Rondônia, Brazylia); kolej zamknięta ostatecznie 1972;
- 1909 – pierwsze odcinki Ferrocarril Austral Fueguino na Ziemi Ognistej w Argentynie.

## Połączenia transandyjskie
- 1873 – otwarcie pierwszego odcinka kolei Antofagasta & Bolivia; początkowo tor 762 mm, do 1928 przekuty na 1000 mm dla integracji z siecią północnego Chile; linia adhezyjna o nachyleniach sięgających 3,3%; kolej odegrała wielką rolę w transporcie saletry i miedzi (odnoga do kopalni miedzi Collahuassi osiągnęła wysokość 4821 m); linia miała połączenie z siecią argentyńską; odgałęzienie kolei Rio Mulatos – Potosí (Boliwia) wspina się na wysokość 4774&nbsm n.p.m.;
- 1874 – Peru: otwarcie linii Mollenda – Arequipa – Puno (FC Sur) na torze normalnym; maksymalna wysokość w Crucero Alto, 4470 m n.p.m.; przedłużona do Cuzco 1908 (maksymalna wysokość w paśmie wschodnim Andów – La Raya, 4313 m n.p.m.);
- 1871-93 – Peru: otwarcie FC Central Andino Lima – La Oroya, do 2005 najwyżej położonej kolei normalnotorowej świata: koło stacji Ticlio tor znajduje się na 4817 m n.p.m.; kolej adhezyjna, prowadzona z zygzakowaniem ze spadkiem 4%; linia została zaprojektowana przez Ernesta Malinowskiego;
- 1906-13 – budowa kolei Arica – La Paz (FCALP) po podpisaniu traktatu pokojowego między Boliwią i Chile; do 1968 kolej używała toru zębatego między stacjami Central i Puquios; w General Lagos kolej osiąga wysokość 4256 m n.p.m.;
- 1908 – otwarcie Guayaquil & Quito Railway; maksymalne wyniesienie 3604 m n.p.m.; od lat 90. kolej eksploatowana tylko częściowo;
- 1910 – otwarcie FC Trasandino Los Andes – Mendoza; tor 1000 mm, częściowo zębata (Chile – Argentyna); linia sięgała 3185 m n.p.m.;
- 1921-48 – budowa linii Antofagasta (Chile) – Salte (Argentyna) przez przełęcz Socompa (3914 m n.p.m.), „Viaducto La Polvorilla” (4.200 m n.p.m.) i Abra Chorillos (4475 m n.p.m.) – ostatniego połączenia transandyjskiego; FC Antofagasta-Salta.

## Sieci
W krajach, gdzie wytworzyły się największe systemy kolejowe (przede wszystkim w Argentynie i południowej Brazylii), sieć kolejowa została oparta na więcej niż jednym rozstawie szyn. Stosowano przede wszystkim tor szeroki („iberyjski” lub „irlandzki”) oraz tor metrowy – ten drugi na większości kolei andyjskich. Nawet w Chile główna linia kolejowa przebiegająca południkowo jest na torze „szerokim” na południe od Santiago i była na torze „wąskim” w północnej części kraju. Ewenementem stały się koleje peruwiańskie, które wytworzyły rzadką sieć „toru normalnego”. Mimo różnic torów, a dzięki kolejom transandyjskim, w przededniu epoki motoryzacji i lotnictwa ukształtowała się sieć obejmującą całą południową część kontynentu. Za pośrednictwem parowca kursującego po Jeziorze Titicaca była ona połączona także z kolejami Peru.
Mimo wielkiego udziału w budowie kolei specjalistów z Europy i wielkich osiągnięć inżynierskich, koleje były budowane „oszczędnościowo” w obrębie miast: podobnie jak w Ameryce Północnej, nawet w śródmieściach linie przebiegały w poziomie ulic i obfitowały w jednopoziomowe skrzyżowania. Stworzyło to później presję na ich zamknięcie.

### Argentyna
System rozwinął się głównie jako inwestycje kapitału zagranicznego, przede wszystkim brytyjskiego. W 1914 r. sieć kolejowa liczyła 47 tys. km linii i należała do największych na świecie. W l. 20. nastąpiła ograniczona nacjonalizacja zbankrutowanych zarządów. Pełną nacjonalizację przeprowadzono w l. 1946-48 – powstały wówczas zarządy nazwane od nazwisk argentyńskich bohaterów narodowych, honorujące po części dawny układ sieci, a po części integrujące sieci tego samego rozstawu torów. Stan ten przetrwał do lat 90., kiedy rząd prezydenta C.S. Menem przeprowadził prywatyzację.
Główne grupy kolei na torze 1676 mm:
- Sieć szerokotorowa (1676 mm) w północno-zachodniej części kraju (dwie magistrale do Tucuman), gęsta na zachód od Rosario i sięgająca Buenos Aires (jeden z dworców w kompleksie Retiro) została zbudowana przez koleje (m.in.) FC Central Argentino (pierwsza linia Rosario – Cordóba 1870, inż. William Wheelwright, technologia brytyjska), FC Norte de Buenos Aires (pierwsza linia pod Buenos Aires do Tigre 1864), FC Buenos Aires y Rosario (linia otwarta 1886), FC Oeste Santafesino (linia Santa Fe – Rosario 1883), FC Gran Sud de Santa Fe y Córdoba. W początkach XX w. koleje te w większości przejęła FC Central Argentino. Po upaństwowieniu sieć stworzyła kolej FC General Bartolomé Mitre (FCGBM).

- Sieć (na torze 1676 mm) z Buenos Aires na zachód w kierunku Monte Comán i Mendozy, obejmująca linie wychodzące z jednego z dworców w kompleksie Retiro. W Mendozie kolej komunikowała się z wąskotorową FC Transandino. System powstał na bazie linii rządowej FC Andino (pierwsza linia odchodziła od prywatnej FC Central Argentino w Villa Maria na zachód do Villa Mercedes 1873, przedłużenie do Mendozy i San Juan 1885). Linie zostały w k. l. 80. przekazane FC Gran Oeste Argentino, zarządowi z kapitałem brytyjskim i stworzyły jeden system z budowaną wówczas najkrótszą linią między stolicą a Villa Mercedes, należącą do brytyjskiego towarzystwa FC Buenos Aires al Pacífico (linia Mercedes – Villa Mercedes 1886, przedłużenie do Palermo i dostęp do Buenos Aires po torach FC Norte de Bs.As. 1888). Po upaństwowieniu sieci zarząd nosił nazwę FC General San Martín (FCGSM).

- FC Oeste de Buenos Aires – stosunkowo niewielka sieć na torze 1676 mm obejmowała kilka linii radialnych zbiegające się w Buenos Aires na dworcu „Once (de Septiembre)”. W składzie kolei znalazła się najstarsza linia w kraju (dworzec Once zastąpił położony bliżej śródmieścia dworzec Parque). Po upaństwowieniu 1946 kolej nazywała się FC Domingo Faustino Sarmiento (FCDFS).

- FC Sud – sieć na torze 1676 mm obejmowała część prowincji Buenos Aires położoną na południowy wschód od linii B.A. – Bahía Blanca, z liniami do Zapala i San Carlos de Bariloche u podnóża Andów. W stolicy wszystkie linie zbiegały się na wielkim dworcu „(Plaza) Constitución”. Pierwsza linia, finansowana przez Brytyjczyków, powstała 1865 między Constitución i Jeppener. Po upaństwowieniu kolej nosiła nazwę FC General Roca (FCGR).

Główne grupy kolei na torze 1000 mm:
- Północno-wschodnia część kraju uzyskała rozbudowaną sieć kolejową na torze metrowym. Pierwszą linię między Cordobą i Tucuman wybudowano jako inwestycję publiczną w l. 1873-76; kolej FC Central Norte (FCCN), potem FC Central Norte Argentino. Część sieci FCCN została w 1887 sprzedana FC Central Cordoba, kolei z kapitałem brytyjskim, która kontynuowała rozbudowę sieci m.in. na północ kraju (La Quiaca na granicy boliwijskiej została osiągnięta w 1908). Inny zarząd, FC de la Provincia de Santa Fe (własność prowincji), buduje linie od Santa Fe do Rosario 1886, San Cristobal 1887 i Resistencia 1907. Eksploatację kolei przejmują w 1888 Francuzi (kolej nazywa się później Compañia Francesa de Ferrocarriles de la Provincia de Santa Fe). W pierwszej dekadzie XX w. sieć metrowa uzyskuje linię Rosario – Buenos Aires (1911, z okazałym dworcem w kompleksie Retiro) i połączenia w kierunku La Platy (Compañia General Buenos Aires). Sieć metrowa została częściowo przejęta przez państwo 1928; w l. 40. stała się koleją FC General Manuel Belgrano (FCGMB).

- W prowincji Buenos Aires funkcje uzupełniające spełniały niewielkie sieci innych kolei na torze 1000 mm: Compañia General Buenos Aires, FC de la Provincial Buenos Aires (kapitał francuski) i FC Midland de Buenos Aires (kapitał brytyjski). Po nacjonalizacji obie weszły w skład zarządu FCGMB.

Grupa kolei na torze normalnym:
- W Mezopotamii (region między rzekami Urugwaj (rzeka) i Parana) rozwinęła się sieć kolejowa na torze normalnym (głównie inwestycje brytyjskie). Pierwszą kolej otwarto tam w 1866 r. na 10-kilometrowym odcinku między Puerto Ruiz i Gualeguay. Później w regionie działały koleje FC Primer Entrerriano (z główną linią Concepción – Paraná), FC Central Entrerriano, FC Noreste Argentino. Po upaństwowieniu sieć stworzyła ona kolej zarządu FC General Urquiza (FCGU). Sieć FCGU obejmowała również jedyną normalnotorową linię podmiejską Buenos Aires do El Jardin, pierwotnie FC Tranway Rural de la Provincia de Buenos Aires (kapitał argentyński, Federico Lacroze), po wprowadzeniu w 1891 trakcji parowej – FC Central de la Provincia de Buenos Aires. Kolej ta, dysponując odgałęzieniem do Zarate na wybrzeżu Parany, zainaugurowała 1906 obsługę parowców „Ferry-Boat” do Ibicuy w Mezopotamii (gdzie była stacja kolei Central Entrerriano).

### Brazylia
- EF Central do Brasil (do 1889 EF Dom Pedro II); pierwsza linia 1858 od (Rio de Janeiro) Aclamação do Freguesia de Nossa Senhora da Conceição de Marapicu (obecnie Queimados – 48 km); główna linia łączyła Rio z São Paulo; tor 1600 mm („irlandzki”);
- Companhia Mogiana de Estradas de Ferro (stan São Paulo, Minas Gerais); tor 1000 mm
- EF Sorocabana (stan São Paulo); tor 1000 mm; od Santos i São Paulo do Presidente Epitácio;
- EF Araraquara Araraquara – Presidente Vargas;
- Companhia Paulista de EF (do 1901 São Paulo Railway) – tor 1600 mm;
- EF Leopoldina – sieć na północny wschód od Rio de Janeiro (do Caratinga i Vitória); tor 1000 mm;
- EF Noroeste do Brasil: linia Bauru – Indubrasil (Campo Grande) – Corumbá (połączenie z siecią boliwijską) / Ponta Porã (granica paragwajska); tor metrowy; most przez rzekę Parana, „Ponte Francisco de Sá”, otwarto w 1926 roku, most przez rzekę Paragwaj, „Ponte Barão do Rio Branco”, otwarto w 1952 roku.

### Inne
Interesujące sieci kolejowe powstały na wielu karaibskich wyspach, poczynając od największej, Kuby, gdzie nasycenie liniami (zwykle na torze normalnym) było bardzo znaczne. Kolej Hawana – Güines (1837) była pierwszą koleją hiszpańskiego imperium (Kuba wyprzedziła metropolię). Region Hawany miał też dużą sieć kolei dojazdowych i tramwajów miejskich; wcześnie zelektryfikowanych. Niektóre kolejki wykorzystywały linie kolei sieci krajowej dla dojazdu do centrum stolicy. Niektóre linie na Kubie były poddane wczesnej elektryfikacji. W latach międzywojennych na Kubie istniało 15 zarządów kolejowych, z których największymi były:
- United Railways of the Havana, 2187 km linii; kapitał brytyjski;
- Cuba Railroad Co., 1518 km tras; kapitał USA;
- Havana Electric Railway, 187 km tras – kolej typu „interurban”.

Na Jamajce, wyspie o rozciągłości 210x65 km, istniała sieć kolei normalnotorowych długości 336 km i używano pełnogabarytowego taboru importowanego z Ameryki Północnej. Na Trynidadzie (60x80 km) sieć kolei, także na torze normalnym, liczyła 240 km, ale używano taboru lżejszego.

## Pierwsze koleje miejskie
- 1888 – Rio de Janeiro: otwarcie kolei zębatej na Corcovado; trakcja parowa; elektryfikacja 1910;

Pierwsze koleje elektryczne miały charakter tramwajowy.
- 1890 – Nuevo Laredo (Meksyk): linia tramwajowa z Laredo (Teksas);
- 1892 – Rio de Janeiro: pierwsza linia tramwajowa; Wczesne linie tramwaju elektrycznego otwarto także w Panamie 1893 i w Port-of-Spain (Trynidad) 1895;
- 1900 – Kuba: pierwszy „interurban” na linii Regla–Guanabacoa (region Hawany);
- 1897 – Buenos Aires: tramwaj elektryczny;
- 1900 – Tramwaj elektryczny w Meksyku, São Paulo, Santiago de Chile;
- 1902 – Santiago de Chile: elektryczna kolejka zębata na górę Santa Lucía; zamknięta 1910;
- 1913 – Buenos Aires: pierwsza linia metra;

Pozostałe duże miasta uzyskują tramwaj elektryczny w pierwszych latach XX w. W Ameryce Łacińskiej było też stosunkowo dużo tramwajów akumulatorowych i spalinowych.

## Elektryfikacje sieci krajowej
- 1907 – elektryfikacja pierwszej linii sieci krajowej Caracas – Petare (10 km), prawdopodobnie w technologii tramwajowej;
- 1916 – Region Buenos Aires: pierwsza elektryfikacja trzecią szyną w Ameryce Łacińskiej – linia podmiejska FC Tigre;
- 1922 – Companha Paulista: Jundiaí – Campinas (stan São Paulo, Brazylia), =3000 V; deelektryfikacja – 1996 r.
- 1924 – FCM: odcinek górski na linii Meksyk – Vera Cruz, =3000 V; elektryfikacja prawdopodobnie nie istnieje[3];
- 1924 – FEC: Valparaíso – Santiago (Chile), =3000 V; kolej zamknięta, ale elektryfikacja istnieje na innej linii;
- 1926 – elektryfikacja linii Montevideo – Santiago Vásquez (20 km);
- 1927 – elektryfikacja chilijskiej części FC Trasandino; deelektryfikacja 1979;
- 1930 – otwarcie kolei elektrycznej San José – Puntarenas (Kostaryka); 116 km.

## Regres kolei
W latach 30. XX wieku rozpoczyna się okres masowych zamknięć sieci (linii) tramwajów elektrycznych. Do końca lat 70. zamknięto właściwie wszystkie (ostatni, w paragwajskim Asunción przestał jeździć w l. 90.). W drugiej kolejności likwidowano pasażerskie połączenia dalekobieżne, w tym te, które prowadzone były trakcją elektryczną. W końcu przeprowadzono też deelektryfikację sieci (zazwyczaj z wyjątkiem odcinków służących pociągom podmiejskim). Zamknięto m.in.: (1951 Caracas – La Guaira, 1974 Santos – Mayrink, 1984, 1996 Japeri – Três Rios koło Rio de Janeiro, 1998 ostatnia linia dalekobieżna w stanie São Paulo), niekiedy wraz z całą linią (1986 Santiago – Limache na linii do Valparaiso). Ostatnią elektryczną linią dalekobieżną, która jeszcze funkcjonuje z ruchem pasażerskim jest Santiago – Chillán w Chile (397 km). Koleje, jeśli przetrwały, nabrały charakteru przewoźnika towarowego. Tam, gdzie kolej sieci krajowej nie wykształciła bezkolizyjnych linii w obszarach zurbanizowanych, nie zachował się nawet ruch aglomeracyjny (Meksyk). Paradoksalnie, kolej pasażerska praktycznie nie istnieje w Urugwaju, kraju o najwyższym poziomie życia na kontynencie. Podczas gdy w jednych krajach próbuje się inwestować w rozwój sieci towarowej, w innych nawet ten sektor upada: w 2007 r. w Gwatemali wstrzymano całkowicie planowy ruch na kolei.

## Systemy kolei miejskich
W tym samym czasie, gdy likwidowano pasażerskie sieci międzyregionalne, pojawiały się systemy SKM. Część z nich powstała niezależnie od linii kolejowych:
- 1969 – Meksyk oraz 1975 – Santiago de Chile: pierwsze linie metra; koleje ogumione w technologii francuskiej;
- 1974 – São Paulo i 1979 – Rio de Janeiro: pierwsze linie metra;
- 1983 – Caracas: pierwsza linia metra;
- 1991 – Monterrey (Meksyk) i 1995 – Medellín (Kolumbia): pierwsze odcinki nadziemnego metra; zastosowano lekki tabor typu tramwajowego;
- 2001 – Brasilia: pierwszy odcinek metra z tunelem pod założeniem L. Costy;
- 2005 – San Juan (Portoryko), otwarcie linii „ciężkiego” metra; głównie linia nadziemna;
- 2006 – Walencja (Wenezuela), otwarcie pierwszego odcinka metra z tunelem śródmiejskim; tabor typu tramwajowego;

Jedyną SKM typu tramwajowego otwarto w 1989 r. w Guadalajarze (Meksyk); linia jest prowadzona tunelem w śródmieściu.
Część SKM stanowi efekt adaptacji węzłów kolei sieci krajowej. Elektryczne sieci podmiejskie funkcjonują jako SKR w São Paulo (Companhia Paulista de Trens Metropolitanos) i Rio de Janeiro (Supervia). Są też nowe systemy (linie) elektryczne, które powstały w drodze modernizacji linii kolejowych m.in.:
- 1985 – Porto Alegre i Recife (Brazylia): pierwsze odcinki linii Trensurb i Metrorec (linie głównie naziemne, bezkolizyjne);
- 2005 – Valparaíso: Metro na dawnej linii kolejowej z Santiago, w Viña del Mar przełożonej do tunelu;
- 2005 – Concepción w Chile: Biotrén; linie na poziomie terenu, z licznymi przejazdami;
- 2006 – otwarcie linii elektrycznej Caracas – Cúa (ok. 35 km; Ferroviario Central); powrót pasażerskiej kolei sieci krajowej do Wenezueli.

Wśród największych miast Ameryki Łacińskiej Lima ma jedną, peryferyjnie położoną linię metra nadziemnego, której rozbudowa została powstrzymana, zaś Montevideo i Bogota właściwie nie mają transportu szynowego w ogóle (Bogota rozwija natomiast system szybkiego transportu autobusowego, tzw. BRT).